# Verlaat me nu nog niet
Verlaat me nu nog niet is een lied van de Nederlandse band BLØF. Het werd in 2021 als single uitgebracht en stond in 2022 als achtste track op het album Polaroid.

## Achtergrond
Verlaat me nu nog niet is geschreven door Peter Slager, Norman Bonink, Paskal Jakobsen en Bas Kennis en geproduceerd door Dries Bijlsma. Het is een ballade uit het genre Nederlandstalige softrock. Het is een lied dat gaat over het verwerken en voorbereiden op het afscheid nemen van een geliefde. Het lied werd geschreven in verband met de moeder van Jakobsen, die bij het uitbrengen van het lied leed aan geestesziekte en met de overleden vader van Slager. Het was de eerste single die de band uitbracht nadat het eerder in 2021 de ep Polaroid_01 op de markt bracht. Het lied staat in tegenstelling tot de eerdere single Doe het dan, welke juist een opwekkend rocknummer is. 

## Hitnoteringen
De band had bescheiden succes met het lied. Er was geen notering in de Single Top 100 en ook de Top 40 werd niet gehaald, maar daar kwam het wel tot de vijftiende plaats van de Tipparade.